# Нагірна, 8/32
Будинок № 8/32 (будинок працівників кабельного заводу, «Червоний будинок») — житловий будинок, розташований на розі Нагірної та Овруцької вулиць, що в місцевості Татарка (Київ).
Архітектори прагнули пов'язати архітектуру будівлі з рельєфом. Споруда стала одним із найбільших житлових будинків кінця 1930-х — початку 1940-х років. За визначенням дослідників, будинок виступає архітектурним акцентом місцевості й відіграє велике містобудівне значення.
2024 року, під час російсько-української війни, будинок зазнав пошкодження.

## Історія

Проєкт будівлі працівників кабельного заводу (1938)

Будівля споруджена у 1938—1940 роках за проєктом архітектора Семена Барзиловича. Проєкт розробили в майстерні Київміськпроєкту. Споруду збудували із червоної цегли, через що її прозвали «Червоним будинком». Згодом її потинькували і пофарбували у рожевий колір. Під час будівництва навколо проклали асфальтовий тротуар.
У будинку нараховувалось 33 двокімнатних квартир, 10 трикімнатних і 8 квартир у три з половиною кімнати. Це були комунальні квартири. У них заселились працівники заводу «Укркабель». Комуналки проіснували до кінця 1980-х років.
Чотири парадні сходи були устатковані ліфтом.
З-поміж закладів побутового обслуговування передбачалось відкриття двох крамниць із підсобними і складськими приміщеннями, майстерню, пральню. У 1990-х — середині 2000-х років на першому поверсі залишився працювати продуктовий магазин, який зрештою закрили.
Поруч із будівлею стояли дровники, в яких мешканці сусідніх будинків № 5 і 7 тримали дрова.
У подвір'ї облаштували дитячий майданчик, газони з клумбою і садові стежки. За генпланом 1938 року на Нагірній вулиці передбачалась площа зі сквером. Сквер розпланували навпроти будинку між Смородинським узвозом і Нагірним провулком. 2016 року київська влада збільшила зону відпочинку до 22 гектар і створила на пагорбах регіональний ландшафтний парк «Смородинський». У 2006—2011 роках у сквері збудували Миколаївський храм на Татарці (в юрисдикції Православної церкви України).
2015 року експертна група науково-дослідного інституту Пам'яткоохоронних досліджень порушили питання про внесення будинку до реєстру щойно виявлених об'єктів культурної спадщини місцевого значення.

## Архітектура

Перед будинком (праворуч) — сквер і храм на Татарці

Архітектура тісно пов'язана з рельєфом. Будинок височіє на горі, над місцевістю Куренівка. Однак згодом дерева, що виросли навколо, повністю закрили краєвид з будівлею.
Оформлений у стилі радянського неокласицизму.
Цегляна будівля складається із трьох об'ємів: зрізаного наріжжя і двох крил. Наріжна частина має вісім поверхів й увінчана видовою вишкою зі шпилем.
Крила неоднакові: північна секція (вздовж Нагірної вулиці) довша за західну (вздовж Овруцької вулиці). Центральною віссю на фасаді північного крила виступає розкріповка, яка виділяє сходову клітку.
Обидві секції з боків акцентовані ризалітами з пілястрами. Лоджії фланковані колонами й оздоблені балюстрадою. Віконні прорізи на них, як і в усьому будинку, прямокутні, лише на п'ятому поверсі — аркові. Ризаліти увінчані фронтоном.
Перший поверх і пілястри рустовані. Вхідні двері облицьовані теракотовою лиштвою з українським орнаментом. Дверні ніші декоровані майолікою. Площина над вікнами другого і третього, а на ризалітах ще й четвертого поверхів прикрашена вставками з рослинним орнаментом, зроблені технікою сграфіто.

## Пошкодження під час обстрілу Києва росіянами
Під час російсько-української війни будинок на Нагірній, 8/32, зазнав пошкодження. Близько п'ятої ранку 21 березня 2024 року Росія завдала ракетного удару по Києву. Місто обстріляли 29 крилатими і двома балістичними ракетами. Одна з них упала перед будинком, утворивши на дорозі глибоку вирву і спричинивши пожежу у квартирі. За попередніми повідомленнями, загиблих не було.

Після ракетного удару 21 березня 2024
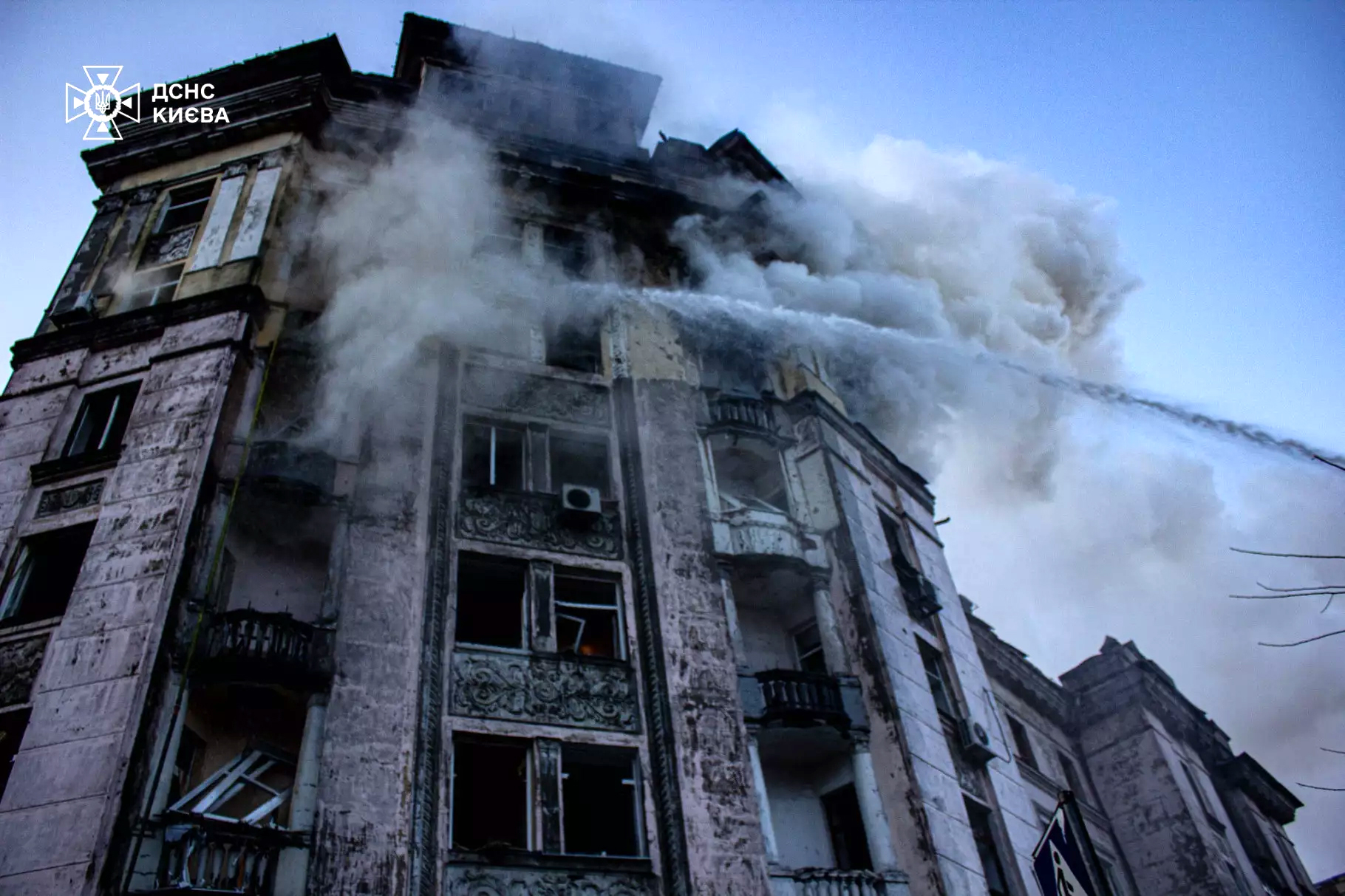
Пожежа після ракетного удару
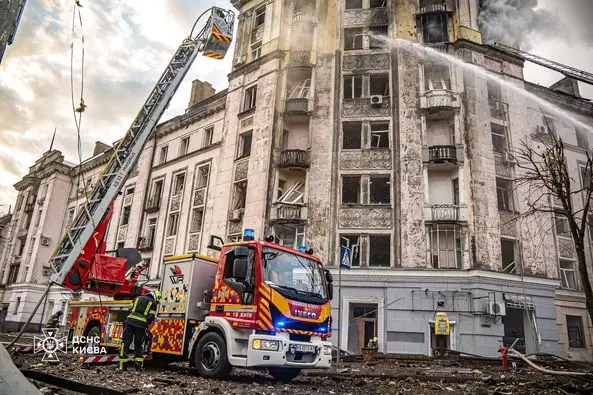
Гасіння пожежі
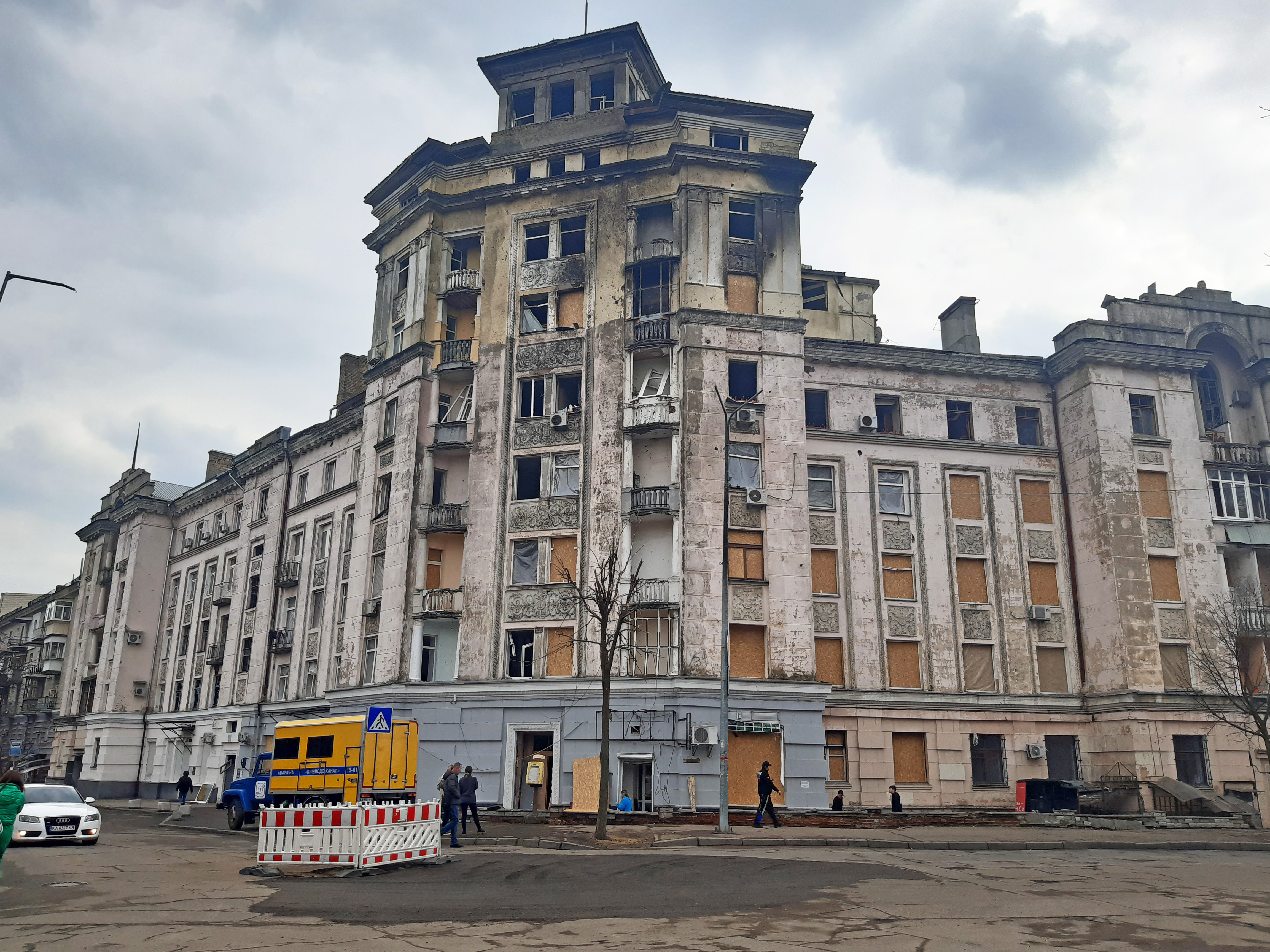
Протягом доби глибоку вирву перед будівлею засипали й заасфальтували